# Katja Benrath

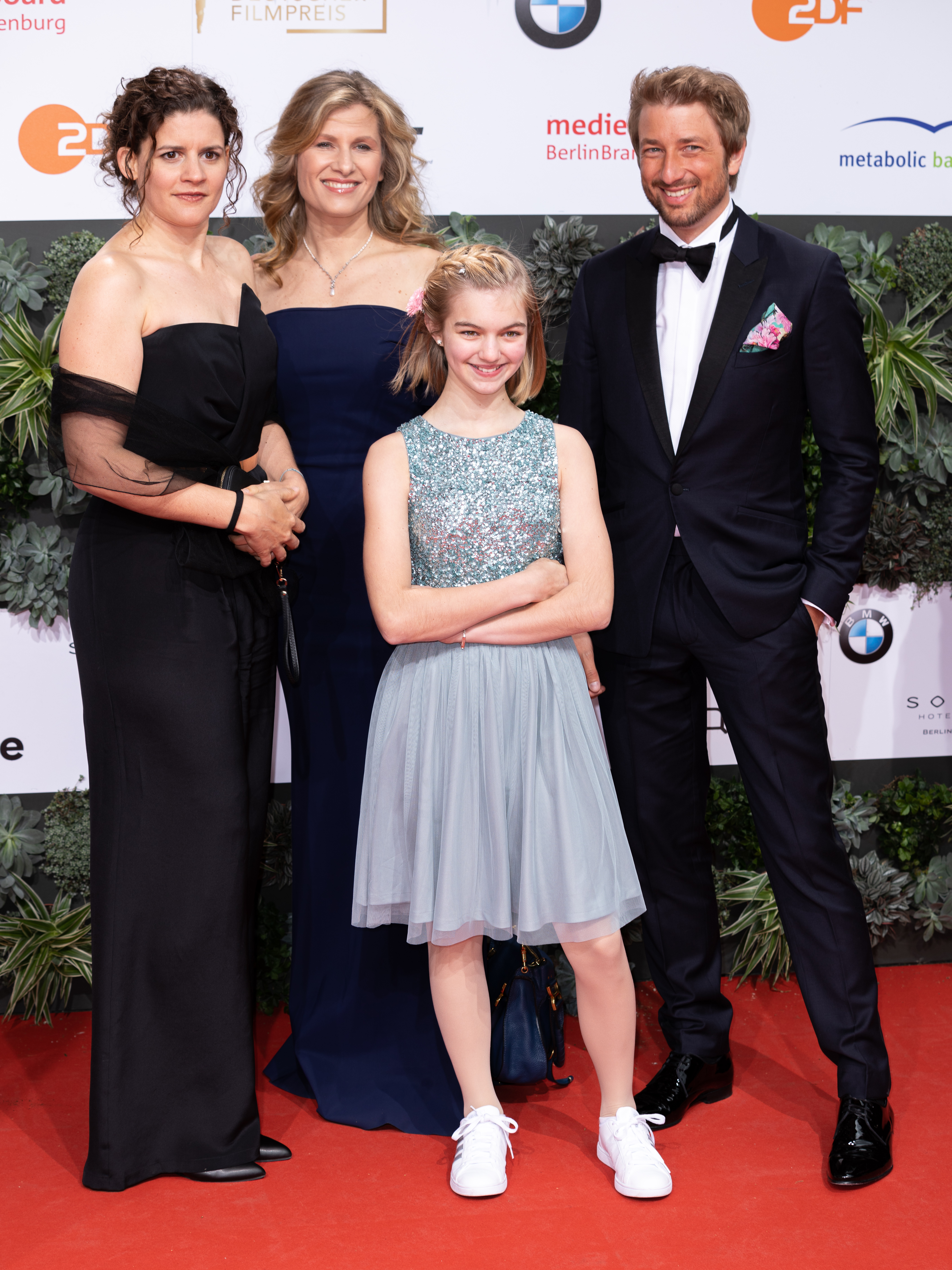
Katja Benrath (l.) mit den Produzenten und der Hauptdarstellerin von Rocca verändert die Welt

Katja Benrath (* 1. September 1979 in Erbach (Odenwald)) ist eine deutsche Schauspielerin und Regisseurin.

## Leben
Katja Benrath ist aufgewachsen in Stockstadt am Main. Nach der Trennung ihrer Eltern zog sie im Alter von neun Jahren mit ihrer Mutter nach Lübeck. Nach dem Abitur am Katharineum zu Lübeck machte sie eine Lehre als Schneiderin am Theater Wuppertaler Bühnen und nähte unter anderem für Pina Bausch.
Von 2002 bis 2006 studierte sie am Vienna Konservatorium in Wien Schauspiel und Gesang. Sie spielte bei Film- und Fernsehproduktionen, im Theater sowie in Musicals mit.
Nachdem sie begonnen hatte, Kurzfilme zu schreiben und Regie zu führen, studierte sie ab 2014 an der Hamburg Media School, die sie 2016 mit einem Master of Arts in Film abschloss. Ihre Abschlussarbeit, der Film Watu Wote – All of us, gewann 2017 einen Student Academy Award (Studentenoscar) in Gold in der Kategorie Narrative (International Film Schools) und wurde für den Oscar 2018 in der Kategorie Bester Kurzfilm nominiert.
Ihre Kurzfilme Tilda, Im Himmel kotzt man nicht und Puppenspiel wurden von der Deutschen Film- und Medienbewertung mit dem Prädikat Besonders wertvoll ausgezeichnet.
2018 wurde sie in die Academy of Motion Picture Arts and Sciences berufen, die jährlich die Oscars vergibt.

## Filmografie

### Schauspielerin
- 2005: Karo und der liebe Gott, Regie: Danielle Proskar
- 2005/06: Tom Turbo (Fernsehserie)

### Regisseurin
- 2009: Puppenspiel
- 2013: Im Himmel kotzt man nicht
- 2015: Wo warst du
- 2015: Schwimmstunde
- 2015: Tilda[7]
- 2017: Watu Wote – All of us
- 2019: Rocca verändert die Welt
- 2020: Das Leben ist kein Kindergarten (Fernsehfilmreihe)
- 2022: Ein Wahnsinnstag
- 2024: Ein Zimmer für Papa
- 2024: Nelly und das Weihnachtswunder (Fernsehfilm)

## Ehrenpreis Deutsche Krebshilfe
Den ersten „Ehrenpreis Rauch-frei-Siegel“ erhielten die Regisseurin Katja Benrath und Produzentin Steffi Ackermann (Warner Bros. Germany) 2019 für den Familienfilm Rocca verändert die Welt verliehen in Würdigung, dass die Geschichte um das elfjährige Mädchen Rocca ohne Raucher-Szenen auskam. Die von der Stiftung Deutsche Krebshilfe und vom Aktionsbündnis Nichtrauchen (ABNR) vergebene Auszeichnung wurde auf einer internationalen Pressekonferenz zum Weltnichtrauchertag im Mai in Berlin von Krebshilfe-Vorstandsvorsitzenden Gerd Nettekoven und der ABNR-Vorsitzenden Martina Pötschke-Langer den Preisträgerinnen überreicht. In seinem Dank an die Filmschaffenden beklagte Nettekoven, dass „der gesellschaftliche Trend zum Nichtrauchen sich nicht adäquat in Filmen widerspiegelt“. Dies müsse sich ändern. Krebshilfe und ABNR kündigten an, den Ehrenpreis weiterhin an gesellschaftsbewusste Filmemacher in Anerkennung ihrer vorbildlichen Leistungen zu verleihen.

## Auszeichnungen
Puppenspiel 2011:
- Prädikat besonders Wertvoll
- Écu-European Film Festival – best Director
- Canada int. Film Festival – Royal Reel Award

Im Himmel kotzt man nicht 2013–2014:
- Prädikat besonders wertvoll
- Murnau-Kurzfilmpreis der Friedrich-Wilhelm-Murnau-Stiftung für Im Himmel kotzt man nicht
- Innovationspreis Filmzeit Kaufbeuren
- Houston int. Film Festival – Platinum Remi Award
- Naoussa International Film Festival, Griechenland – Beste Filmmusik (E.Kaplan, F. Hirschmann)
- Oder-Kurzfilm-Spektakel – Publikumspreis
- Malta Int. Short Film Festival – Golden Night Award

Schwimmstunde 2015/16
- Filmzeit Kaufbeuren – Innovationspreis
- Kontrast – Das Bayreuther Festival – 2. PlatzPublikumspreis

Wo warst Du 2015–2016
- Giffoni Film Festival – 2. Gryphon Award für den besten Kurzfilm

Watu Wote – All of us 2017
- Studio Hamburg Nachwuchspreis für Watu Wote – All of us
- 2017: Student Academy Award für Watu Wote – All of us[9]
- 44th Student Academy Awards, USA: Narrative (International Film Schools)
- DC Shorts Film Festival, Washington, USA: Audience Favorite Award
- Alpinale, Nenzing, Österreich: Bester Hochschulfilm, Das Goldene Einhorn & 2. Platz Publikumspreis
- Fünf Seen Filmfestival, Gilching: Publikumspreis Kurzfilm
- OpenEyes Filmfest, Marburg: Publikumspreis
- Shorts at Moonlight, Frankfurt: Kurzfilmpreis
- Durban International Film Festival, Durban, Südafrika: Best African Short Film
- Zanzibar International Film Festival, Tansania: Best African Film
- Deutscher Kamerapreis 2017, Nachwuchspreis des Deutschen Kamerapreises, Kamera: Felix Striegel
- Wendland Shorts Kurzfilmfestival: Publikumspreis & Produzentenpreis Goldener Zollstock
- Brooklyn Film Festival, New York, USA: Best Narrative Short
- Leiden International Short Film Experience, Niederlande: Audience Choice Award
- Bermuda International Film Festival, USA: Best Short Film & Audience Award
- Sehsüchte Internationales Studenten Film Festival, Potsdam-Babelsberg: Publikums Preis & Beste Produktion
- San Sebastian International Human Rights Film Festival, Spanien: Best Short Film
- GRR Giovani Registi Raccontano, Ravenna, Italien: International School And Academy Award
- Annual Port Townsend Film Festival, WA, USA: Official Selection
- The International Short Film Festival of Cyprus: International Competition
- BronzeLens Film Festival, Atlanta, Georgia, USA: Competition
- HollyShorts Film Festival, LA, USA: Official Selection
- LA Shorts International Film Festival, USA: Competition
- Tel Aviv International Student Film Festival, Israel: Wettbewerb
- Eat My Shorts – Hagener Kurzfilmfestival 2017: 2. Platz
- Studio Hamburg Nachwuchspreis 2017: Bester Kurzfilm
- First Steps, Berlin: Nominiert in der Kategorie „Kurz- und Animationsfilm“ und „NO FEAR“ Award für Nachwuchsproduzenten
- Biberacher Filmfestspiele – Kurzfilmbiber[10]
- FILMZ – Festival des deutschen Kinos – Gewinner Wettbewerb Mittellanger Film[11][12]
- Friedenspreis des Deutschen Films – Die Brücke – Nachwuchspreis[13]